# Aída Bortnik
Aida Bortnik (ur. 7 stycznia 1938 w Buenos Aires, zm. 27 kwietnia 2013 tamże) – argentyńska scenarzystka filmowa.

## Filmografia
scenarzystka
- 1974: La Tregua
- 1985: Wersja oficjalna
- 1989: Stary Gringo
- 1997: I rozpadł się raj...

## Nagrody i nominacje
Za scenariusz do filmu Wersja oficjalna została nominowana do Oscara.